# Phil Hartman
Philip Edward Hartman (szülː Hartmann; Brantford, Ontario, 1948. szeptember 24. – Los Angeles, 1998. május 28.) Emmy-díjas kanadai-amerikai színész, humorista és tervező volt, aki a nyolcvanas években lett híres a Saturday Night Live műsor egyik tagjaként. Humorista és színész karrierje mellett olyan együttesek lemezborítóit tervezte meg, mint a Poco és az America.

## Élete
Phillip Edward Hartmann néven született (később az egyik "n" betűt elhagyta a nevéből)
 1948. szeptember 24-én az ontariói Brantfordban Doris Marguerite (1919. július 17. - 2001. április 15.) és Rupert Loebig Hartmann (1914. november 8. - 1998. április 30.) gyermekeként. Édesapja építőanyagokat árult. Szülei római katolikusok voltak, és ebben a hitben nevelték gyermekeiket.
Tíz éves volt, amikor a családja az Egyesült Államokba költözött. A család először a Maine állambeli Lewistonban élt, majd a connecticuti Meridenben, később a nyugati partra költöztek. A Westchester High Schoolba járt, ahol ő volt az osztály bohóca. Érettségi után a Santa Monica City College tanulója volt, de 1969-ben kilépett, hogy egy rockegyüttes roadie-ja legyen. 1972-ben visszatért az iskolába, ekkor a Kaliforniai Állami Egyetemen tanult. Ezután több mint 40 lemezborítót tervezett, többek között a Poco és az America együtteseknek, illetve a Crosby, Stills & Nash logóját is ő tervezte. Az 1970-es években tűnt fel először a televízióban, a The Dating Game című műsorban, ahol nyert is, de a nő nem jött el a randevúra.
Mivel tervezőként egyedül dolgozott, gyakran szórakoztatta magát azzal, hogy hangokat imitál. 27 évesen rájött, hogy többet szeretne kihozni magából, így 1975-ben elkezdett járni a The Groundlings nevű improvizációs társulat által tartott esti órákra, melyek során a komédiát tanították. Miközben nézte a társulat egyik számát, felmászott a színpadra és csatlakozott hozzájuk. Első filmszerepe az ausztrál Stunt Rock című filmben volt.
1986-ban csatlakozott a Saturday Night Live-hoz. Jon Lovitz, Laraine Newman és Penny Marshall ajánlották a műsorba. Itt ragadt rá a "Glue" ("Ragasztó") becenév is, amelyet Jay Mohr Gasping for Airtime című könyve szerint Adam Sandler talált ki. A You Might Remember Me: The Life and Times of Phil Hartman című könyv szerint viszont társa, Jan Hooks találta ki ezt a nevet.

## Halála
1998. május 27-én felesége, Brynn Omdahl ellátogatott a Buca di Beppo nevű olasz étterembe (Encino, Kalifornia) Christine Zander producerrel. Miután hazatért, összeveszett Hartmannel, ezután ő lefeküdt. Ezután Brynn belépett a hálószobájába, és egyszer szemen lőtte, majd a torkát és a mellét is meglőtte. Phil belehalt a sérüléseibe, 49 éves volt. Brynn alkoholt fogyasztott és kokainozni is kezdett.
Ezután elment barátjához, Ron Douglas-hez, és bevallotta a gyilkosságot, de ő nem hitt neki. Ezt követően visszamentek a házhoz külön autókkal, ahol Brynn felhívta egy másik barátját és neki is bevallotta tettét. Douglas kihívta a rendőrséget, miután meglátta Hartman testét. A rendőrség kivitte Douglast és Hartmanék két gyermekét, Brynn pedig bezárkózott a szobájába, majd öngyilkos lett.